# Ballade Nr. 1
Die Ballade Nr. 1 g-Moll op. 23 ist ein Werk für Klavier solo von Frédéric Chopin. 

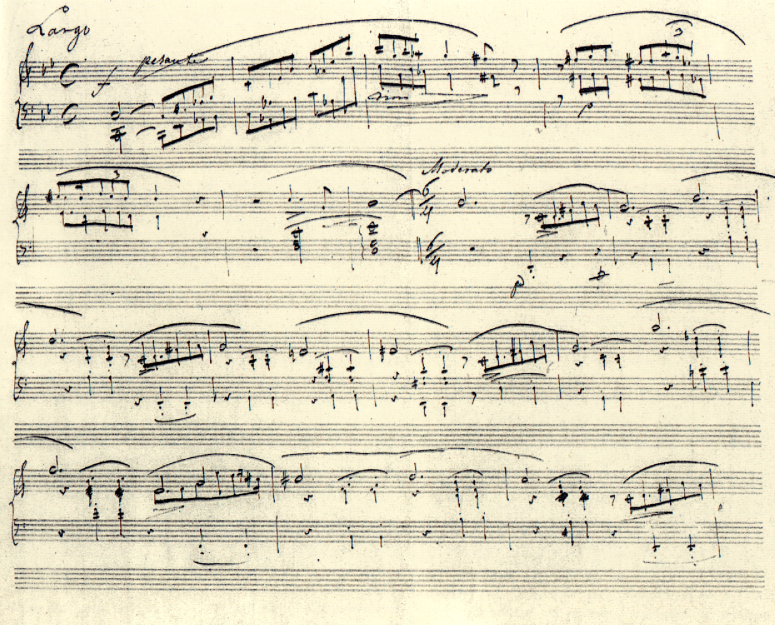
Manuskript des Beginns der Ballade Nr. 1

| Balladen Nr. 1–4, Opus 23, 38, 47, 52 Eunmi Ko |
| ---------------------------------------------- |
|                                                |
|                                                |
|                                                |
|                                                |

## Entstehung und Überlieferung
Sie wurde 1831 in Wien skizziert und 1835 in Paris fertiggestellt. 1836 erschien sie gleichzeitig in Leipzig, Paris und London und ist „Monsieur le Baron de Stockhausen“ gewidmet. Gemeint ist Bodo Albrecht von Stockhausen (1810–1885), der ab 1835 in der hannoverschen Gesandtschaft in Paris tätig war und dort 1841 bis 1851 selbst den Posten des hannoverschen Gesandten innehatte. Er war der Vater der Sängerin und Mäzenin Elisabeth von Herzogenberg. Bodo Albrecht von Stockhausen besaß auch ein „Widmungsexemplar“ der Ballade, das später im Besitz seines Sohns Ernst von Stockhausen (1838–1905) war, der in Wien als Komponist, Musikkritiker und Musiklehrer tätig war. Das geht aus dem Brief seiner Schwester an Johannes Brahms vom 3. Dezember 1877 hervor.
Die in der Chopin-Literatur verschiedentlich zu findende Angabe, das Werk sei einem – nicht näher bekannten – „Nathaniel von Stockhausen“ gewidmet, ist offensichtlich falsch.

## Analyse
- Eine kurze Unisono-Einleitung (Largo) endet mit einem Vorhalt-Akkord (Quartsextnonenakkord), der in den ersten beiden Takten des Moderato seine Auflösung findet. Wie der Musikwissenschaftler Altug Ünlü bereits im Jahr 2000 erstmals nachgewiesen hat, ist diese Unisono-Einleitung von großer struktureller Bedeutung: Sämtliche Bausteine, die dort vorgestellt werden, werden im Verlauf des Stücks nacheinander aufgegriffen und motivisch und thematisch verarbeitet.[3]
- Das kantable 1. Thema im wiegenden 6⁄4-Takt wird nach einer leichten und eleganten Fioritur von einem 2. Thema abgelöst, das agitato und sempre più mosso, welche durch eine Verkürzung des thematischen Materials aus dem 1. Thema und durch eine Ausweitung über die gesamte Klaviatur eine große dynamische Steigerung erfährt, die calando und smorzando ausläuft.
- Sie mündet im Meno mosso, das sotto voce eine Kantilene in Es-Dur als 3. Thema vorstellt, welches im Wechsel mit dem 1. Thema und dem umspielten 2. Thema großartige Steigerungen erfährt. Über dem Orgelpunkt D beendet das 1. Thema den Hauptteil in einem offenen Schluss.
- Es führt aus dem pianissimo zum forte possibile und weiter zur im Alla-breve-Takt gehaltenen Presto con fuoco überschriebenen, stretta-artigen Coda. Das erreichte g-Moll wird in einer Codetta im Wechsel von beidhändigen Tonleitern, Piano-Akkorden und einem rhapsodischen, an die Einleitung der Ballade mit ihrem Unisono und ihrem Vorhaltakkord sowie an den zweiten Teil des 2. Themas erinnernden Motiv gefestigt. Eine letzte Steigerung erhält der Schluss durch chromatische Oktavpassagen in Gegenbewegung und im Unisono, die mit ihren Viertel-Triolen an den 6/4-Takt des Hauptteils gemahnen.

Trotz der unterschiedlichen epischen, lyrischen und dramatischen Inhalte ergibt sich eine stringent einheitliche Wirkung. Gewährleistet wird das durch die alle Themen charakterisierenden Vorhalte mit nachfolgenden Sekundschritten. Diese originär musikalische Gestaltungsweise bedarf daher keiner außermusikalische Inhalte vermutenden Interpretation. Der Hinweis des allem Poetisieren abholden Chopin, über den Robert Schumann berichtete, er sei durch Gedichte von Adam Mickiewicz zur Komposition angeregt worden, bezieht sich nicht auf einzelne Inhalte benennbarer Gedichte, sondern eher allgemein auf deren epische, lyrische und dramatische Qualitäten.

## Rezeption
Obwohl von Chopin wohl keine Programmatik beabsichtigt war, wurde und wird die Ballade gern als Nationalmusik interpretiert. Hintergrund ist das Entstehungsjahr 1831, das von der Verschärfung der russischen und preußischen Besatzung Polens nach dem gescheiterten Novemberaufstand geprägt war. Ein Beispiel für die Rezeption als Nationalmusik ist Roman Polańskis Film Der Pianist, in dem Władysław Szpilman nach seiner Begegnung mit einem deutschen Offizier diesem die Ballade vorträgt und sich trotz widriger Umstände in pianistische Höchstleistungen steigert.
Der Dichter Detlev von Liliencron, der selbst ein passabler Pianist war, übertrug 1890 die gegensätzlichen Stimmungsgehalte des Werkes in seinem Gedicht Ballade in g-Moll ins Rauschhafte und Sentimentale.
Der britische Journalist Alan Rusbridger, 1995 bis 2015 Chefredakteur und Herausgeber der Tageszeitung The Guardian, widmete dem Werk ein ungewöhnliches Buch, in dem er beschreibt, dass er sich das Ziel gesetzt hatte, es innerhalb eines Jahres konzertreif einzustudieren, was ihm auch gelang. Dabei standen ihm namhafte Pianisten zur Seite, darunter Alfred Brendel, Daniel Barenboim und Murray Perahia, außerdem Condoleezza Rice. Das Buch erschien 2012 in England und 2015 in deutscher Übersetzung.